# Spiraxidae
Spiraxidae H.B. Baker, 1939 è una famiglia di molluschi gasteropodi polmonati dell'ordine Stylommatophora.

## Distribuzione e habitat
La famiglia ha un areale neotropicale.

## Tassonomia
La famiglia è suddivisa in tre sottofamiglie che comprendono i seguenti generi:
- Sottofamiglia Euglandininae H. B. Baker, 1941
  - Boriquena H. B. Baker, 1941
  - Euglandina Crosse & P. Fischer, 1870
  - Guillarmodia H. B. Baker, 1941
  - Pittieria E. von Martens, 1901
  - Poiretia P. Fischer, 1883
  - Sardopoiretia Bodon, Nardi, Braccia & Cianfanelli, 2010
  - Streptostylella Pilsbry, 1907
  - Streptostylops Pilsbry, 1933
  - Varicoglandina Pilsbry, 1908
  - Varicoturris Pilsbry, 1907
- Sottofamiglia Spiraxinae H. B. Baker, 1939
  - Mayaxis F.G. Thompson, 1995
  - Micromena H. B. Baker, 1939
  - Miraradula H. B. Baker, 1939
  - Pseudosubulina Strebel & Pfeffer, 1882
  - Rectaxis H. B. Baker, 1926
  - Spiraxis C. B. Adams, 1850
  - Tornaxis E. von Martens, 1898
  - Volutaxis Strebel & Pfeffer, 1882
- Sottofamiglia Streptostylinae H. B. Baker, 1941
  - Myxastyla F.G. Thompson, 1995
  - Orizosoma Pilsbry, 1891
  - Salasiella Strebel, 1878
  - Strebelia Crosse & P. Fischer, 1868
  - Streptostyla Shuttleworth, 1852